# 巴比奇 (穆卡切沃區)
48°26′35″N 22°54′16″E / 48.44306°N 22.90444°E
巴比奇（烏克蘭語：Бабичі），是烏克蘭的村落，位於該國西部外喀爾巴阡州，由穆卡切沃區負責管轄，始建於1478年，面積2.1平方公里，海拔高度419米，2001年人口962，人口密度每平方公里457.22人。